# Centro de Memória da Santa Casa da Misericórdia da Bahia
O Centro de Memória da Santa Casa da Misericórdia da Bahia ou Centro de Memória Jorge Calmon é um acervo que contém a história da Santa Casa de Misericórdia da Bahia, de seus mantenedores e das pessoas assistidas pela instituição desde o século XVII.
Está localizado no prédio principal do complexo Pupileira, no bairro de Nazaré, em Salvador.
Possui  um dos principais acervos sobre a origem da população afro-ocidental na Bahia do século XVIII, a trajetória de escravos, a roda dos expostos, o cotidiano, as práticas de cura e os hábitos culturais dos trabalhadores afrodescendentes, o recolhimento de mulheres e a evolução histórica das doenças bacterianas.
Em 2015 foi instalado um laboratório de digitalização com recursos obtidos por meio do Prêmio Memorial Digital, parceria entre o Ministério da Cultura e o Instituto Brasiliana, com patrocínio da Petrobrás.
Com o apoio da Secretaria de Cultura e da Fundação Pedro Calmon via Lei Aldir Blanc, a instituição criou em 2021 o projeto "Memórias nas redes" com o objetivo de criar perfis de redes sociais e um website visando manter e restaurar o seu acervo.

## Acervo
O acervo é constituído por documentos que datam de 1629 até os dias atuais, com mais de 1.800 livros e cerca de 1.000 caixas com documentos avulsos diversos. Dentre as informações contidas nesses documentos destacam-se  atas, correspondências, recibos de despesas a diversos tipos de serviços contratados pela Irmandade da Santa Casa desde o século XVII. O acervo guarda também livro de entrada e saída de crianças na Roda dos Expostos, livro de entrada de mulheres no Recolhimento do Santo Nome de Jesus, livro de Atos da Provedoria, livro de Ordens dos Governadores, registros clínicos de pacientes do Hospital da Caridade, primeira unidade de saúde da Bahia, além da coleção de Livros do Banguê.
A coleção de 11 livros do Banguê, que registra os dados de sepultamento de pessoas escravizadas nos séculos XVIII e XIX, é classificada como um dos acervos documentais brasileiros que integram o Programa Memória do Mundo, da Organização das Nações Unidas para a Educação, a Ciência e a Cultura (UNESCO).